# Naho Miyoshi
Naho Miyoshi (三好南穂?, Naho Miyoshi; Ichikawa, 21 dicembre 1993) è una cestista giapponese.

## Carriera
Con il Giappone ha disputato i Giochi olimpici di Rio de Janeiro 2016.